# Leszek Biernacki (dziennikarz)
Leszek Andrzej Biernacki (ur. 5 marca 1959 w Sopocie) – polski dziennikarz i fotograf, działacz opozycji demokratycznej w okresie PRL.

## Życiorys
W 1979 ukończył Państwowe Liceum Sztuk Plastycznych w Gdyni, specjalizując się w fotografii artystycznej. W 1987 został absolwentem filologii polskiej na Uniwersytecie Gdańskim.
W sierpniu 1980 brał udział w strajku w Stoczni Gdańskiej im. Lenina, sporządził fotograficzną dokumentację z tego wydarzenia. Współpracował z działem informacji MKZ „Solidarność”, wszedł również w skład prezydium Niezależnego Zrzeszenia Studentów na UG. Po wprowadzeniu stanu wojennego organizował strajk NZS na Uniwersytecie Gdańskim, a następnie nielegalną działalność NZS w Trójmieście we współpracy z innymi zdelegalizowanymi przez komunistów strukturami „Solidarności”. Był redaktorem podziemnego „Serwisu Informacyjnego SKS NZS Trójmiasto”, organizował m.in. strajk na UG w październiku 1982 przeciwko zdelegalizowaniu NSZZ „S”. Był współorganizatorem, wiceprzewodniczącym i przewodniczącym legalnego samorządu studentów UG. W 1985 kierował protestami przeciwko zdymisjonowaniu rektora Karola Taylora. Od 1987 współredagował drugoobiegowe czasopismo „Impuls”. Uczestniczył w akcjach strajkowych na uczelni i w Stoczni Gdańskiej w 1988, zajmując się wykonywaniem zdjęć z tych protestów, które trafiały do różnych podziemnych pism.
W okresie przemian ustrojowych został zastępcą redaktora naczelnego „Przeglądu Oświatowego”, krótko związany z „Gazetą Gdańską”, następnie był dziennikarzem „Gazety Wyborczej” i do 1992 redaktorem naczelnym jej regionalnego dodatku pod nazwą „Gazeta Morska”. W latach 1993–1997 kierował działem informacji regionalnej „Solidarności”, od 1994 redagował jednocześnie „Magazyn Solidarność”. Później był m.in. sekretarzem redakcji kwartalnika „Pieniądze i Więź” i redaktorem naczelnym miesięcznika „Airport Review”.
Autor książek Kronika Solidarności. 20 lat dzień za dniem... (Pracownia Impuls, Sopot 2000) i Gdy wieje wiatr historii... Studenci z robotnikami, Gdańsk 1976–1980 (IPN, Warszawa 2014).
W 2012, za wybitne zasługi w działalności na rzecz przemian demokratycznych w Polsce, za osiągnięcia w podejmowanej z pożytkiem dla kraju pracy zawodowej i społecznej, odznaczony Krzyżem Oficerskim Orderu Odrodzenia Polski.